# Vilsteren
Vilsteren (Nedersaksische uitspraak: Vilstern) is een dorp in de gemeente Ommen, in de Nederlandse provincie Overijssel. Het is gelegen in een bosrijk gebied, aan de oude weg van Ommen naar Zwolle (de r 102), tussen Dalfsen en Ommen aan de zuidelijke Vechtoever. Op 1 januari 2023 telde het 380 inwoners, waarvan 195 in het dorp. Vilsteren ligt op 17 kilometer ten oosten van Zwolle. Het dorpje is een katholieke enclave. De voornaamste gebouwen in het dorp zijn de katholieke Willibrorduskerk, de katholieke Willibrordusschool, herberg "De Klomp", Huis Vilsteren en de korenmolen De Vilsterse Molen. Het dorp is een beschermd dorpsgezicht.

## Geschiedenis
In 1381 werd Herman van Vilsteren genoemd, hij was een leenman van de bisschop van Utrecht. Tijdens de reformatie bleef Vilsteren Katholiek, terwijl de directe omgeving protestants werd.

## Landgoed Vilsteren
Het dorp Vilsteren behoort tot het 1035 hectare grote landgoed Vilsteren BV dat sinds 1850 in handen is van de familie Cremers. De ondergrond en een aantal gebouwen, zoals "Groot Spijker" en de bijgebouwen, zijn eigendom van deze familie. De bewoners van het dorp betalen pacht. Huizen en boerderijen die op het landgoed staan zijn te herkennen aan de donkergroen-lichtgele luiken, het wapen van de familie Van Vilsteren. Verder is de familie Cremers beheerder van bosgebieden en een landgoedcamping. 
Kitty Verrips-Roukens schreef in 1982 het boek Over heren en boeren. Een Sallands landgoed. Dit boek gaat over de geschiedenis van het dorpje Eeckeren (lees: Vilsteren) tussen 1800 en 1977.
Over het landgoed en het dorp is door de KRO in 1972 een documentaire gemaakt "De trein stopt niet in Vilsteren" die in 2006 nog op de Nederlandse televisie is herhaald. Het station van Vilsteren was toen al jaren gesloten.

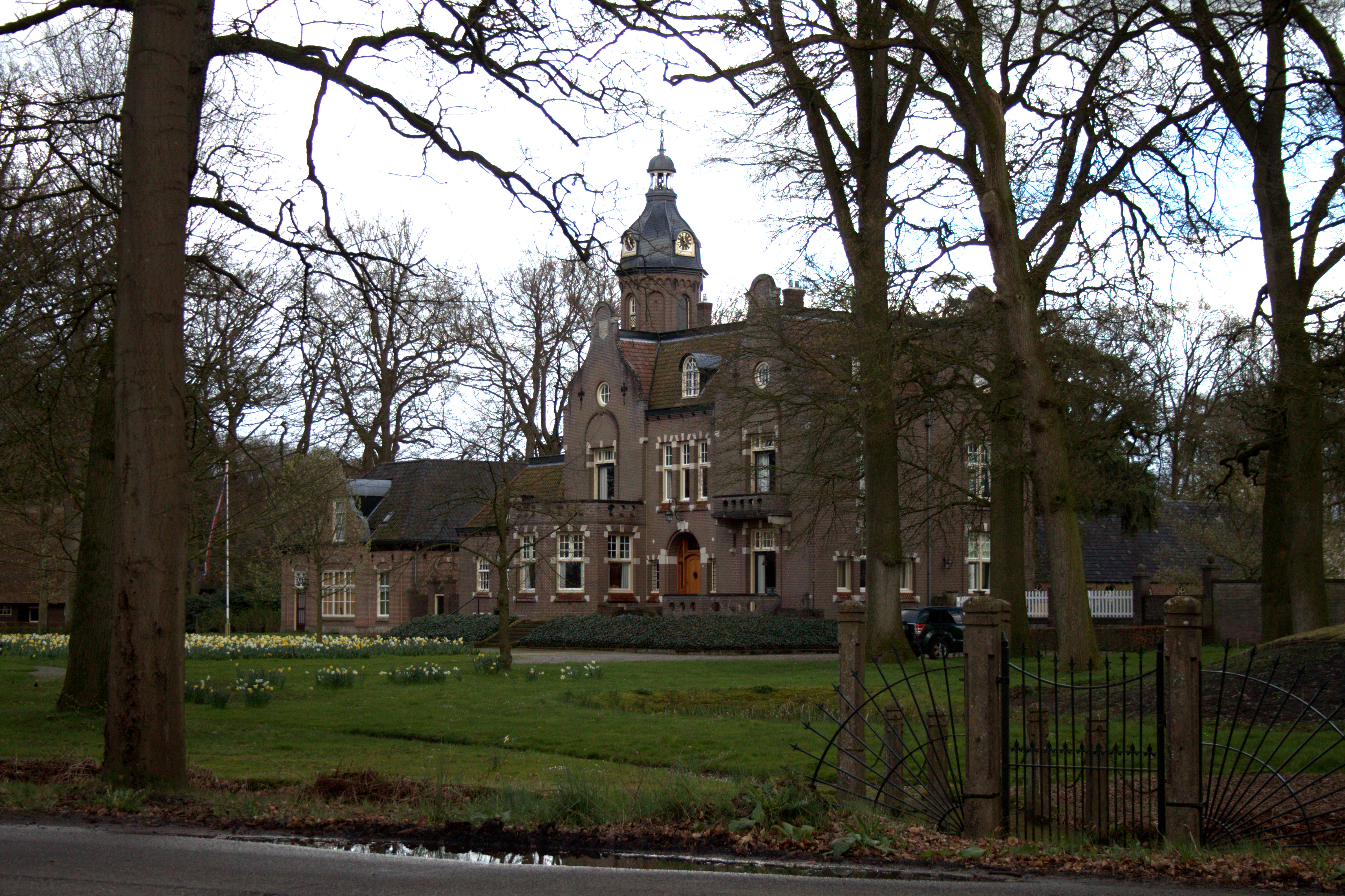
Huis Vilsteren
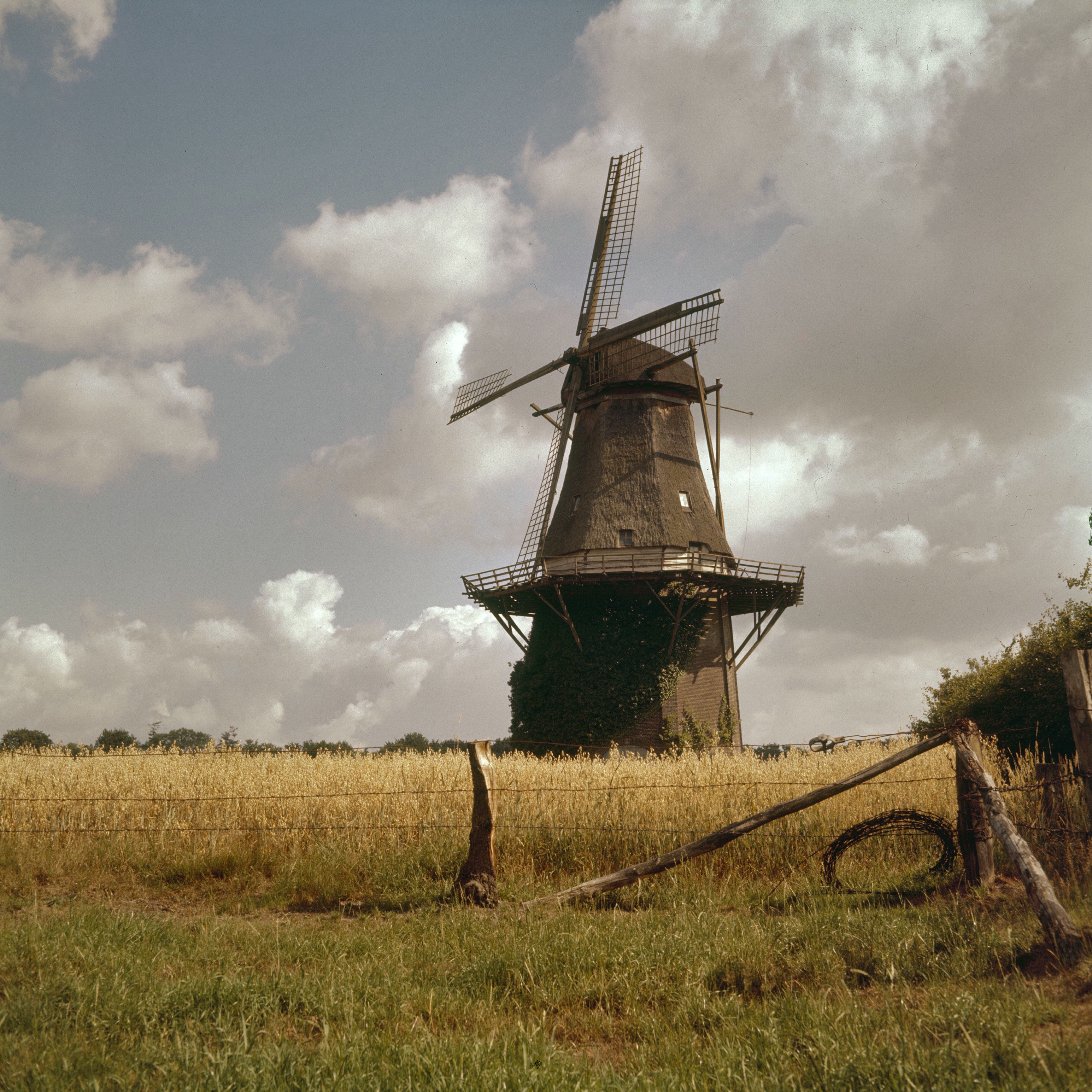
De Vilsterse Molen